# Antic Hawaii

L'antic Hawaii és el període de la història hawaiana anterior a la unificació el 1810 del Regne ʻ Hawaiʻi per Kamehameha el Gran. Tradicionalment, els investigadors estimaven que el primer assentament de les illes hawaianes es va produir esporàdicament entre el 400 i el 1100 dC per navegants polinesis de llarga distància de les illes Samoa, Marqueses i Tahití dins de l'actual Polinèsia Francesa. El 2010, es va publicar un estudi basat en la datació per radiocarboni de mostres més fiables que suggereix que les illes es van establir molt més tard, en un període curt, entre 1219 i 1266 aproximadament.
Els rics recursos naturals sostenien una població relativament densa, organitzada per una classe dirigent i un sistema social amb líders religiosos. El capità James Cook va fer el primer contacte europeu conegut amb antics hawaians el 1778. El van seguir molts altres europeus i americans.

## Triangle de la Polinèsia

Mapa que mostra la migració dels austronesis

La història de Hawaii està indissolublement lligada a un concepte més ampli de Polinèsia. Hawaii és el vèrtex del Triangle polinesi, d'una regió de l'oceà Pacífic ancorat per tres grups d'illes: Hawaii, Rapa Nui (Illa de Pasqua) i Aotearoa (Nova Zelanda). Les moltes cultures dins del Triangle de Polinèsia tenen idiomes semblants derivats d'un idioma protomalaiopolinesi utilitzat al Sud-est d'Àsia 5.000 anys enrere.
Les illes de la Polinèsia oriental s'han caracteritzat per la continuïtat entre les seves cultures, i el curt període de migració seria una explicació d'aquest resultat. L'agrosilvicultura i l'aqüicultura diversificades van aportar el sosteniment de la cuina nativa hawaiana. Es van adoptar materials tropicals per a l'habitatge. Es van construir temples elaborats (anomenats heiau) a partir de les roques de lava disponibles.
Els polinesis també comparteixen tradicions culturals, com la religió, l'organització social, els mites i la cultura material. Els antropòlegs creuen que tots els polinesis descendeixen d'un prototipus de cultura del Pacífic Sud a partir d'un poble austronesi (malaiopolinesi) que havia emigrat del Sud-est d'Àsia.
Les set principals cultures polinèsies són: 
- Aotearoa, l'actual Nova Zelanda.
- Hawaii
- Rapa Nui, l'actual Illa de Pasqua.
- Marqueses
- Samoa
- Tahití
- Tonga

## Viatge a les illes hawaianes

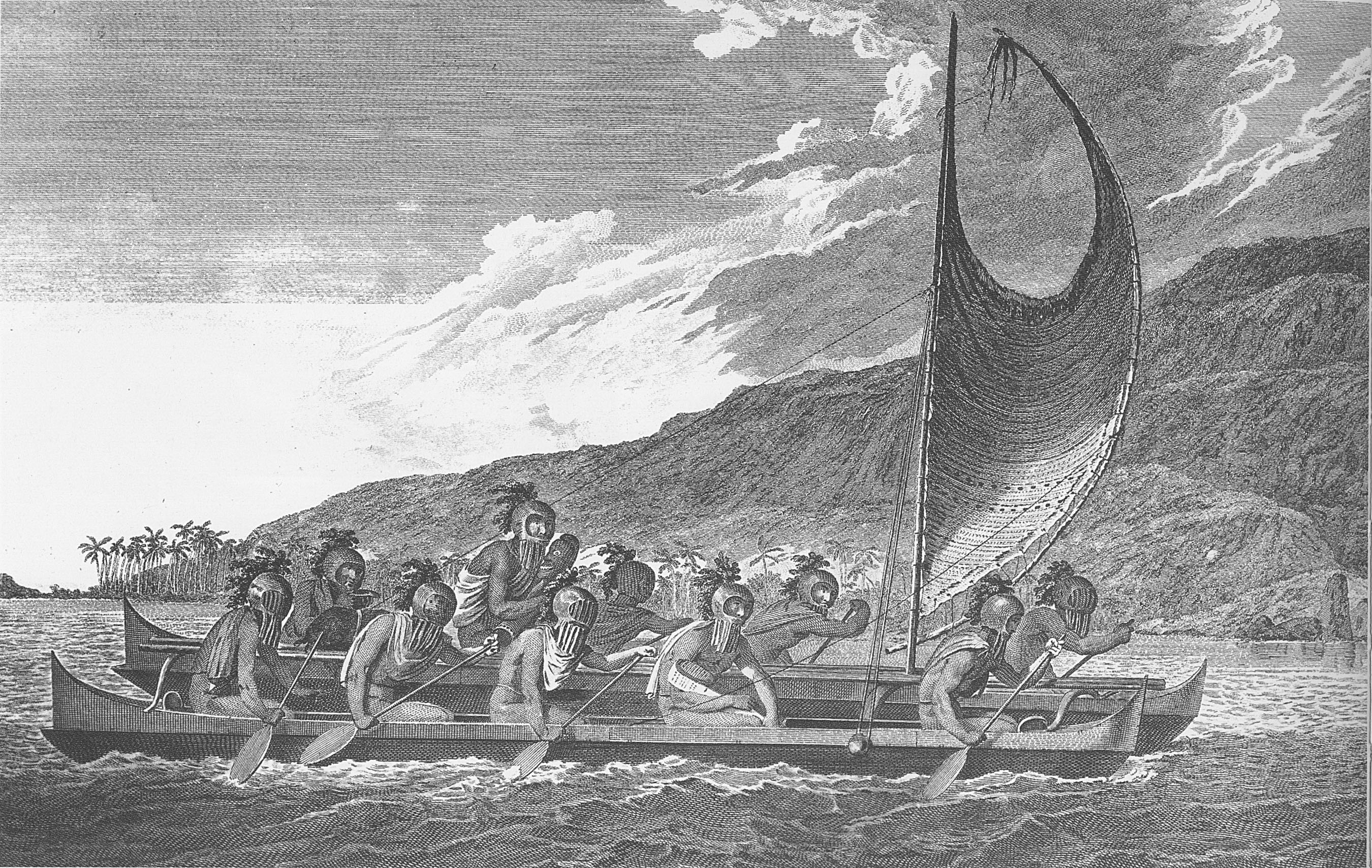
Sacerdots que viatgen per la badia de Kealakekua per a rituals de primer contacte. Cada casc dels remers, és una carbassa, amb decoració de fullatge i tira de tapa. Un akua envoltat de plomes es troba als braços del sacerdot al centre del gravat.

Hi ha hagut canvis d'opinions sobre el descobriment inicial de la Polinèsia i l'assentament d'Hawai'i. Les datacions per radiocarboni a Hawaii van indicar inicialment un possible assentament ja l'any 124 d.C. Els primers llibres de Patrick Vinton Kirch sobre arqueologia hawaiana daten els primers assentaments polinesis cap al 300 d.C. amb suggeriments més recents de Kirch del 600 d.C. Altres teories suggereixen datacions fins al 700–800 d.C.
El 2010, els investigadors van anunciar noves troballes utilitzant datacions revisades amb radiocarboni d'alta precisió basades en mostres més fiables que les que s'utilitzaven anteriorment en molts estudis de datació. Aquestes noves dades indiquen que el període de colonització de l'est i el nord de la Polinèsia va tenir lloc molt més tard, en un període més curt de dues onades: "el més primerenc a les Illes de la Societat c. 1025–1120, quatre segles més tard del que s'havia suposat anteriorment; després després del 70 -265 anys, la dispersió va continuar en un gran pols a totes les illes restants c. 1190–1290." Segons aquesta investigació, l'assentament de les illes Hawaii va tenir lloc c. 1219–1266. Es creu que aquesta ràpida colonització explica la "uniformitat notable de la cultura, la biologia i la llengua de la Polinèsia oriental".
Segons la mitologia hawaiana, hi havia altres colons a Hawaiʻi: pobles que es van veure obligats a tornar a valls remotes pels nous arribats. Afirmen que les històries sobre menehune, gent petita que van construir heiau i estanys de peixos, demostren l'existència de pobles antics que van establir les illes abans que els hawaians.